# سونیا گرایناخر
سونیا گرایناخر (آلمانی: Sonja Greinacher؛ زادهٔ ۱ ژوئیهٔ ۱۹۹۲) بازیکن بسکتبال اهل آلمان است که در مسابقات کشوری و بین‌المللی در مجموع برندهٔ ۱ مدال طلا شده است.
گرایناخر توانست در بازی‌های المپیک تابستانی ۲۰۲۴ در پاریس همراه با تیم ملی بسکتبال ۳ نفرهٔ زنان آلمان به مدال طلا دست یابد.